# فنتیبرس

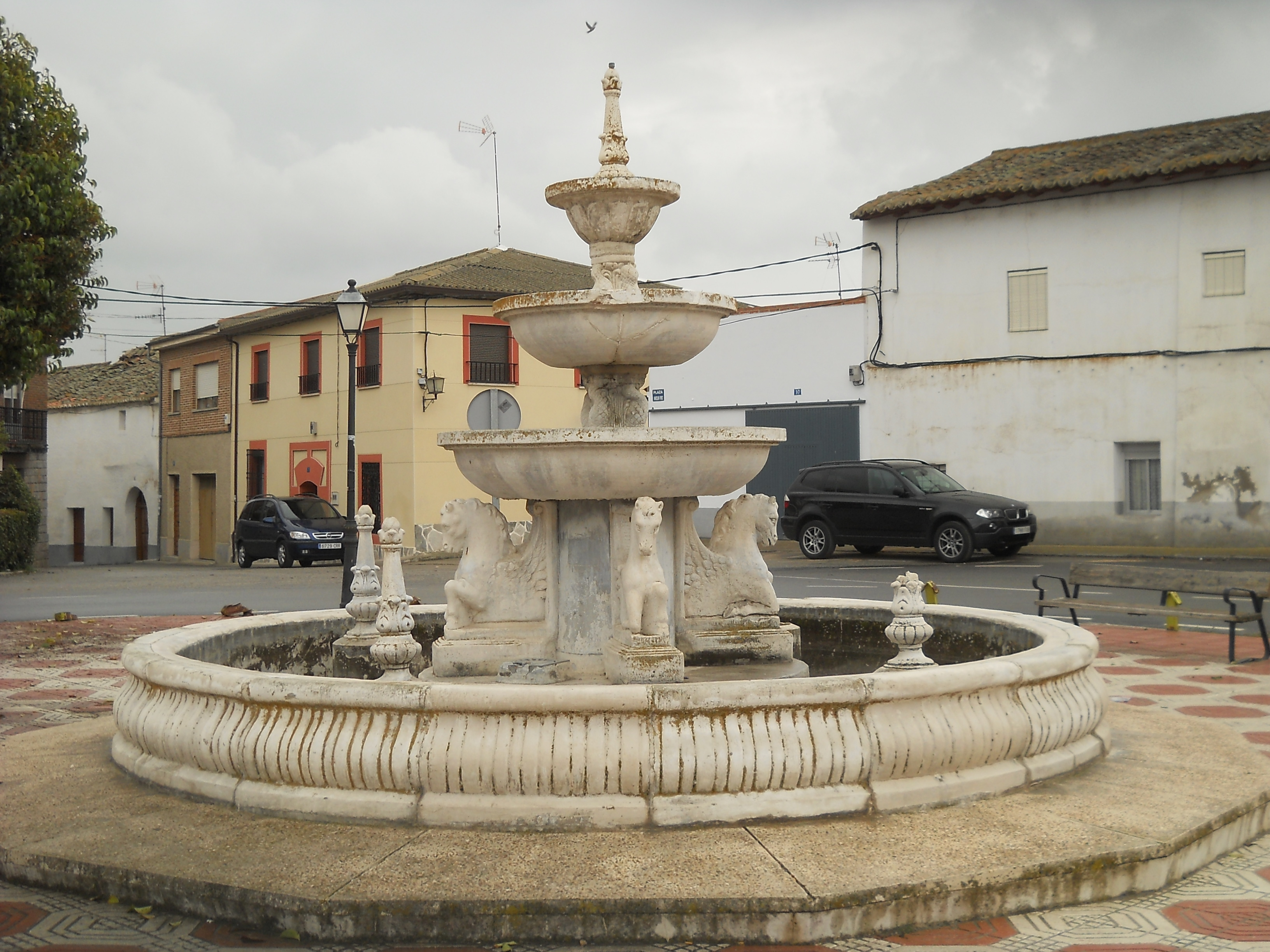
میدان اصلی فنتیبرس

فنتیبرس دهستانی در استان آبیلای اسپانیا است.
در این دهستان ۹۸۲ نفر زندگی می‌کنند. مساحت این دهستان ۳۶٫۳۳ کیلومتر مربع است.